# Figalaau Mafi
Figalaau Mafi (16 de mayo de 2000) es una deportista tongana que compite en judo. Ganó una medalla de plata en el Campeonato de Oceanía de Judo de 2017, en la categoría de +78 kg.

## Palmarés internacional
| Campeonato de Oceanía | Campeonato de Oceanía | Campeonato de Oceanía | Campeonato de Oceanía |
| Año                   | Lugar                 | Medalla               | Categoría             |
| --------------------- | --------------------- | --------------------- | --------------------- |
| 2017                  | Nukualofa (Tonga)     | Medalla de plata      | +78 kg                |